# Women Artists: 1550–1950

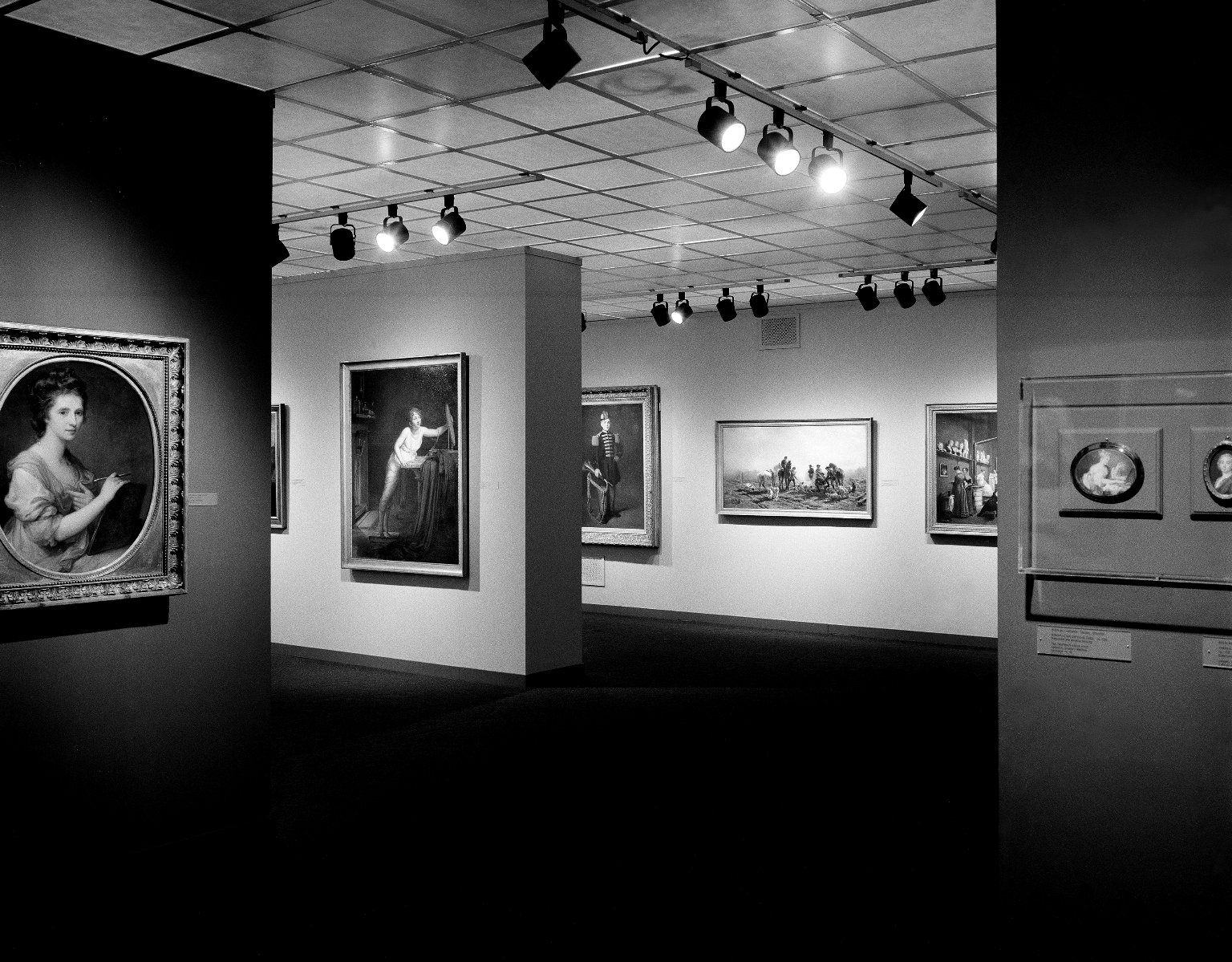
Women Artists: 1550–1950 während der Ausstellung im Brooklyn Museum; unter den Gemälden auf diesem Bild ist Pauline Auzous Le premier sentiment de coquetterie (Das erste Gefühl der Koketterie)

Die Ausstellung Women Artists: 1550–1950 widmete sich der Aufarbeitung und Anerkennung des Beitrags von Frauen zur Kunst von der Renaissance bis zur Mitte des 20. Jahrhunderts. Die Schau wurden von den Kunsthistorikerinnen Ann Sutherland Harris und Linda Nochlin organisiert und präsentierte über 150 Werke von 86 Künstlerinnen aus verschiedenen Epochen und Regionen.
Sie wurde zunächst vom 23. Dezember 1976 bis 13. März 1977 im Los Angeles County Museum of Art und nach weiteren Stationen schließlich vom 1. Oktober bis 27. November 1977 im Brooklyn Museum gezeigt. Die Ausstellung lenkte den Diskurs auf die Betrachtung der künstlerischen Leistungen von Frauen und auf eine inklusivere Sicht auf die Kunstgeschichte.

## Geschichte
Lange Zeit wurden Frauen in der Kunstgeschichte marginalisiert und ihre Beiträge entweder missachtet oder unterbewertet. Traditionelle Kunstgeschichtswerke und Ausstellungen hatten selten Werke von Frauen hervorgehoben, wodurch das Verständnis ihrer Rolle in der Kunst beschränkt blieb. Linda Nochlins wegweisender Essay Why Have There Been No Great Women Artists? hob bereits hervor, dass das Problem weniger in der Suche nach vergessenen weiblichen Äquivalenten zu Michelangelo oder Poussin liege, sondern vielmehr in den Strukturen, die Frauen historisch benachteiligt haben. Die von ihr einige Jahre nach dem Aufsatz mitkonzipierte Ausstellung Women Artists durchbrach erstmals explizit solche Beschränkungen, indem sie eine breite Palette von Künstlerinnen vorstellte, etwa Artemisia Gentileschi, einer Vorreiterin der Barockmalerei, oder modernen Ikonen wie Georgia O’Keeffe.

## Inhalte
Die Ausstellung zeigte die Leistungen von Frauen trotz der ihnen durch gesellschaftliche und institutionelle Barrieren auferlegte Einschränkungen auf. Von frühen Stillleben und Porträts bis hin zu revolutionären Werken der Moderne deckte die Schau ein breites Spektrum an Genres und Stilen ab. Beispielsweise wurden Werke von Elisabetta Sirani, die mutige Frauen der Antike darstellte, Rosalba Carriera, die in Frankreich eine Mode für Pastellporträts auslöste, und Berthe Morisot, eine Schlüsselfigur des Impressionismus, gezeigt.

## Bedeutung
Women Artists wurde von Zeitgenossen nicht nur als eine Ausstellung, sondern als ein Akt der Wiederaneignung und Neubewertung angesehen. Sie lehnte die Annahme ab, dass Frauen naturgemäß in ihren kreativen Fähigkeiten begrenzt seien, und lieferte einen überzeugenden Beweis für das Gegenteil. Indem sie die Beiträge von Frauen zur Kunst sichtbar machte, trug die Ausstellung nachhaltig zu einem inklusiveren Verständnis der Kunstgeschichte bei.

## Ausgestellte Künstlerinnen (Auswahl)
- Sofonisba Anguissola
- Pauline Auzou
- Vanessa Bell
- Rosa Bonheur
- Romaine Brooks
- Elizabeth Butler
- Rosalba Carriera
- Mary Cassatt
- Sonia Delaunay
- Alexandra Exter
- Artemisia Gentileschi
- Marguerite Gérard
- Natalja Gontscharowa
- Adrienne Marie Louise Grandpierre-Deverzy
- Hortense Haudebourt-Lescot
- Edith Hayllar
- Gwen John
- Angelica Kauffmann
- Käthe Kollwitz
- Lee Krasner
- Marie Laurencin
- Judith Leyster
- Loren MacIver
- Constance Mayer
- Louise Moillon
- Berthe Morisot
- Alice Neel
- Georgia O’Keeffe
- Ljubow Popowa
- Olga Rosanowa
- Rachel Ruysch
- Elisabetta Sirani
- Florine Stettheimer
- Dorothea Tanning
- Nadeschda Udalzowa
- Suzanne Valadon
- Anne Vallayer-Coster
- Élisabeth Vigée-Lebrun